# Найра
На́йра (англ. naira) — денежная единица Нигерии, равна 100 кобо. Код ISO 4217 — NGN.

## История
Найра введена в денежное обращение с 1 января 1973 года вместо нигерийского фунта, 1 фунт = 2 найры. Тем самым Нигерия стала последним африканским государством, отказавшимся от двенадцатеричной денежной системы. Центральный банк Нигерии (ЦБН) является единственным эмитентом законных платёжных средств на всей территории Федеративной Республики Нигерия. Он контролирует объём денежной массы, поставляемой в экономику, с целью обеспечения денежной и ценовой стабильности. Департамент валютных операций ЦБН отвечает за управление валютой посредством проектирования, закупки, распределения и поставки, обработки, перевыпуска и утилизации банкнот и монет.
Был план правительства по деноминации найры в соотношении 100: 1 в 2008 году, но этот план был приостановлен.
25 октября 2021 года в Нигерии была запущена eNaira — электронный аналог государственной валюты. eNaira не является криптовалютой, все транзакции контролируют финансовые государственные органы.

## Монеты
В обращении с 28 февраля 2007 года находятся монеты номиналом 50 кобо, 1 и 2 найры образца 2006 года. Монеты всех предыдущих выпусков выведены из обращения.
| Серия 2006 года | Серия 2006 года | Серия 2006 года                         | Серия 2006 года | Серия 2006 года | Серия 2006 года | Серия 2006 года | Серия 2006 года               |
| Изображение     | Номинал         | Материал                                | Диаметр (мм)    | Толщина (мм)    | Масса (г)       | Гурт            | Аверс                         |
| --------------- | --------------- | --------------------------------------- | --------------- | --------------- | --------------- | --------------- | ----------------------------- |
|                 | 50 кобо         | сталь, плак. никелем                    | 19,5            | 1,8             | 3,6             | гладкий         | кукуруза                      |
|                 | 1 найра         | кольцо: сталь центр: латунь             | 21,5            | 2,08            | 5,43            | гладкий         | Герберт Маколей 1864 1946     |
|                 | 2 найры         | кольцо: сталь, плак. медью центр: сталь | 26              | 2,05            | 7,48            | рубчатый        | здание Национальной ассамблеи |

## Банкноты
Первоначально Центральный банк Нигерии ввёл в обращение банкноты номиналами 50 кобо (10 шиллингов), 1, 5 и 10 найр, напоминающие прежние фунты. В феврале 1977 в обращение введена банкнота номиналом в 20 найра. В октябре 1991 — банкнота номиналом 50 найр, 1 декабря 1999—100 найр, 1 ноября 2000—200 найр, 4 апреля 2001—500 найр, 12 октября 2005—1000 найр.
В обороте находятся банкноты номиналом 5, 10, 20, 50, 100, 200, 500 и 1000 найр различных годов выпуска.

### Ранние серии
| Изображение     | Изображение       | Номинал (найр) | Размеры (мм) | Основные цвета     | Описание                                  | Описание                            | Год печати |
| Лицевая сторона | Оборотная сторона | Номинал (найр) | Размеры (мм) | Основные цвета     | Лицевая сторона                           | Оборотная сторона                   | Год печати |
| --------------- | ----------------- | -------------- | ------------ | ------------------ | ----------------------------------------- | ----------------------------------- | ---------- |
|                 |                   | 5              | 151×78       | коричневый розовый | портрет Алхаджи Балевы                    | барабанщики в традиционных костюмах | 2001       |
|                 |                   | 5              | 130×72       | коричневый розовый | портрет Алхаджи Балевы                    | барабанщики в традиционных костюмах | 2006       |
|                 |                   | 10             | 151×78       | красный жёлтый     | портрет Альвана Икоку (англ. Alvan Ikoku) | женщины с сосудами на голове        | 2001       |
|                 |                   | 10             | 130×72       | красный жёлтый     | портрет Альвана Икоку (англ. Alvan Ikoku) | женщины с сосудами на голове        | 2006       |
|                 |                   | 20             | 151×78       | зелёный жёлтый     | портрет Мурталы Мухаммеда                 | герб Нигерии                        | 1984       |
|                 |                   | 50             | 151×78       | синий розовый      | портреты нигерийцев                       | сельскохозяйственные работы         | 2001       |
|                 |                   | 50             | 130×72       | синий розовый      | портреты нигерийцев                       | рыболовы за работой                 | 2007       |

### Банкноты в обращении
Банкноты в 5, 10, 20 и 50 найр изготовлены из пластика.
| Изображение     | Изображение       | Номинал (найр) | Размеры (мм) | Основные цвета        | Описание                                                                               | Описание                                                  | Годы печати              |
| Лицевая сторона | Оборотная сторона | Номинал (найр) | Размеры (мм) | Основные цвета        | Лицевая сторона                                                                        | Оборотная сторона                                         | Годы печати              |
| --------------- | ----------------- | -------------- | ------------ | --------------------- | -------------------------------------------------------------------------------------- | --------------------------------------------------------- | ------------------------ |
|                 |                   | 5              | 130×72       | коричневый розовый    | портрет Алхаджи Балевы                                                                 | барабанщики в традиционных костюмах                       | 2009 2011 2013—2022      |
|                 |                   | 10             | 130×72       | красный жёлтый        | портрет Альвана Икоку (англ. Alvan Ikoku)                                              | женщины с сосудами на голове                              | 2009—2011 2013—2017      |
|                 |                   | 20             | 130×72       | зелёный красный       | портрет Мурталы Мухаммеда                                                              | Леди Квали (англ. Ladi Kwali), делающая гончарные изделия | с 2006                   |
|                 |                   | 50             | 130×72       | синий розовый         | портреты нигерийцев                                                                    | рыболовы за работой                                       | 2009—2011 2013 2015—2017 |
|                 |                   | 100            | 151×78       | коричневый розовый    | портрет Обафеми Аволово                                                                | скала Зума                                                | 1999 2001 2004—2014      |
|                 |                   | 200            | 151×78       | зелёный синий         | портрет Ахмаду Белло (англ. Ahmadu Bello)                                              | два буйвола и сельскохозяйственная продукция              | с 2000                   |
|                 |                   | 500            | 151×78       | синий розовый         | портрет Ннамди Азикиве                                                                 | морская нефтяная платформа                                | 2001 2002 2004—2017      |
|                 |                   | 1000           | 151×78       | коричневый фиолетовый | портреты Али Маи-Борну (англ. Aliyu Mai-Bornu) и Клемента Изонга (англ. Clement Isong) | здание Центрального банка в г. Абуджа                     | 2005—2007 2009—2017      |